# Юзефослав
Юзефослав (пол. Józefosław) — село в Польщі, у гміні Пясечно Пясечинського повіту Мазовецького воєводства.
Населення — 7130 осіб (2011).
У 1975-1998 роках село належало до Варшавського воєводства.

## Демографія
Демографічна структура станом на 31 березня 2011 року:
|          | Загалом | Допрацездатний вік | Працездатний вік | Постпрацездатний вік |
| -------- | ------- | ------------------ | ---------------- | -------------------- |
| Чоловіки | 3428    | 1144               | 2165             | 119                  |
| Жінки    | 3702    | 1057               | 2383             | 262                  |
| Разом    | 7130    | 2201               | 4548             | 381                  |